# Distretto di Trita
Il distretto di Trita è un distretto del Perù nella provincia di Luya (regione di Amazonas) con 1.290 abitanti al censimento 2007 dei quali 771 urbani e 519 rurali.
È stato istituito il 12 febbraio 1960.

## Località
Il distretto è formato dall'insieme delle seguenti località:
- Trita
- Chaquil
- Cohetashon
- Chuchirita
- Romerillo